# Занклево
Занклево (пол. Zanklewo) — село в Польщі, у гміні Візна Ломжинського повіту Підляського воєводства.
Населення — 165 осіб (2011).
У 1975-1998 роках село належало до Ломжинського воєводства.

## Демографія
Демографічна структура станом на 31 березня 2011 року:
|          | Загалом | Допрацездатний вік | Працездатний вік | Постпрацездатний вік |
| -------- | ------- | ------------------ | ---------------- | -------------------- |
| Чоловіки | 93      | 21                 | 61               | 11                   |
| Жінки    | 72      | 12                 | 40               | 20                   |
| Разом    | 165     | 33                 | 101              | 31                   |